# Davyhulme
Davyhulme är en ort i distriktet Trafford, i grevskapet Greater Manchester, i England. Davyhulme var en civil parish från 1894 till 1974. Denna civil parish hade 12 223 invånare år 1951.